# The Last of Mrs. Cheyney (toneelstuk)

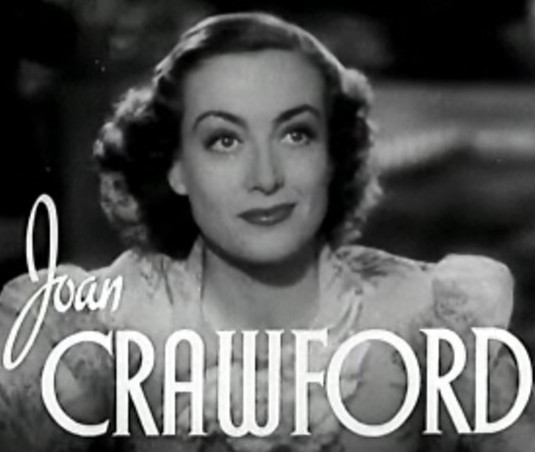
Joan Crawford

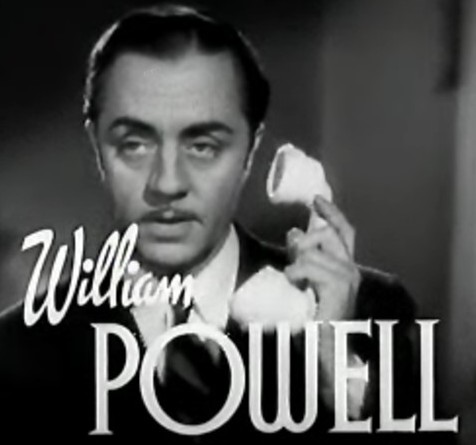
William Powell

The Last of Mrs. Cheyney is een toneelstuk, dat in 1925 werd geschreven door Frederick Lonsdale. Het stuk is driemaal verfilmd.
Het toneelstuk ging in première in het St. James's Theatre in Londen op 22 september 1925, en werd 514 keer opgevoerd. 

## Verhaal
Het toneelstuk gaat over een vrouw genaamd Fay Cheyney, die zich voordoet als een dame uit de hogere klassen om zo contact te krijgen met rijke mensen. In werkelijkheid is ze een juwelendief die op deze manier haar slachtoffers uitzoekt.

## Verfilmingen
De eerste verfilming, getiteld The Last of Mrs. Cheney, kwam uit in 1929. In deze film vertolkten Norma Shearer en Basil Rathbone de hoofdrollen. De film werd genomineerd voor een Oscar.
De tweede film, eveneens getiteld The Last of Mrs. Cheney, werd uitgebracht in 1937. Hoofdrollen werden vertolkt door Joan Crawford, William Powell, Robert Montgomery, Benita Hume en Frank Morgan.  
De derde film, getiteld The Law and the Lady, verscheen in 1951.